# Electronic Markets
Electronic Markets – The International Journal on Networked Business ist eine vierteljährlich erscheinende doppelt-blind begutachtende wissenschaftliche Zeitschrift im Bereich der Wirtschaftsinformatik und des E-Commerce.

## Geschichte
Die Publikation „Electronic Markets“ wurde im Jahr 1991 erstmals herausgegeben als kostenfreier Newsletter des Kompetenzzentrums Elektronische Märkte der Universität St. Gallen. Sukzessive erfolgte ein Wechsel von rein deutschsprachigen zu rein englischsprachigen Beiträgen. Seit 1997 erscheint sie als Zeitschrift im regulären Quartalsturnus, seit Januar 1999 im Verlag Routledge (Taylor & Francis). Seitdem ist die Zeitschrift kostenpflichtig zu abonnieren und das doppelt-blinde Peer-Review-Verfahren wurde eingeführt.
Zum Jahresbeginn 2009 erfolgte ein Verlagswechsel zu Springer und der Untertitel wurde zu „The International Journal on Networked Business“ ergänzt.

## Charakteristika
Die Zeitschrift sichert insbesondere kurze Begutachtungszeiträume zu und gibt eine durchschnittliche Zeit von unter 60 Tagen bis zur ersten Entscheidung an. Die durchschnittliche Annahmequote im Jahr 2016 betrug 15,0 %.

## Rezeption
Das Zeitschriften-Ranking VHB-Jourqual (2015) stuft Electronic Markets in die Kategorie B ein; im Teilranking Wirtschaftsinformatik belegt sie den 38. Platz. Das Zeitschriften-Ranking der britischen Association of Business Schools (2010) stuft es in die untere Kategorie 1 ein. Laut dem aktuellen Journal Citation Report hat Electronic Markets im Jahr 2017 einen Impact Factor von 3.818.